# Онусайтис, Юрий Иосифович
Юрий Иосифович Онусайтис (7 сентября 1921, Нижний Новгород — 17 апреля 2005, Москва) — советский генерал-майор, Герой Советского Союза, участник Великой Отечественной войны.

## Биография
Родился 7 сентября 1921 в городе Нижний Новгород в семье служащего. Отец — Онусайтис Иосиф Антонович (1886—1976), инженер-механик. Мать — Онусайтис (Файнбаум) Анна Борисовна (1889—1974). Член КПСС с 1943 года. Окончил 2 курса Горьковского индустриального института. В Советской Армии с 1941 года. В том же году на фронте. Герой Советского Союза.

## Великая Отечественная война
Свой боевой путь начал разведчиком-диверсантом. В составе группы был заброшен в район Смоленска, где разведчики провели успешную операцию по уничтожению склада и подрыву моста на стратегическом направлении. В дальнейшем Юрий Онусайтис неоднократно участвовал разведывательно-диверсионных операциях. В ходе одной из них он был ранен. После выздоровления Юрия зачислили на курсы средних командиров Западного фронта. В феврале 1942 года он в звании лейтенанта был направлен в 32-ю стрелковую дивизию, которая вскоре становится 31-й гвардейской стрелковой дивизией, где его назначают на должность командира стрелковой роты.
Дальше были бои в Калужской области, на Курской дуге, в Белоруссии, Литве.
Командир батальона 95-го гвардейского стрелкового полка (31-я гвардейская стрелковая дивизия, 11-я гвардейская армия, 3-й Белорусский фронт) гвардии капитан Онусайтис в числе первых 13 июля 1944 форсировал реку Неман в районе города Алитус (Литва) и захватил плацдарм. Был тяжело ранен, но не покинул поля боя. Звание Героя Советского Союза присвоено 24 марта 1945.
После излечения в феврале 1945 года капитан Онусайтис вернулся в родную дивизию. С ней он в должности заместителя командира 95-го стрелкового полка участвовал в штурме Кёнигсберга. Оттуда прямо из боя (открылись ранее полученные раны) был отправлен в военный госпиталь в Москву, а позже на курсы «Выстрел».

## Послевоенная служба

Могила Онусайтиса на Троекуровском кладбище Москвы

После войны продолжал службу в армии. Окончил Военную академию имени М. В. Фрунзе с Золотой медалью и Военную академию Генштаба. В 1957 году в звании полковника Онусайтиса зачисляют в Военно-дипломатическую академию Советской Армии, которую он окончил с Отличием. После её окончания и до увольнения в запас Юрий Иосифович работает в системе Главного разведывательного управления Генерального штаба. Он занимает должности начальника разведки Прикарпатского военного округа, начальника разведки Группы советских войск в Германии, начальника кафедры Военно-дипломатической академии. В 1980 году генерал-майора Онусайтиса направляют в Афганистан советником начальника Генерального штаба афганской армии. Напряжённая работа и суровый климат сделали своё дело: здоровье Юрия Иосифовича заметно пошатнулось. В июне 1982 года он увольняется в отставку.
С 1982 генерал-майор Онусайтис в отставке. Награждён 2 орденами Ленина, Красного Знамени, 2 орденами Отечественной войны 1 степени, 2 орденами Красной Звезды, орденами «За службу Родине в ВС СССР» 3-й степени, медалями, а также многочисленными государственными наградами иностранных государств. Почётный гражданин литовского города Алитус и белорусского посёлка Осинторф.

Юрий Иосифович Онусайтис скончался в Москве 17 апреля 2005 года.

## Семья
Жена — Онусайтис Нина Алексеевна (1924—2013), военно-медицинский работник, участница Великой Отечественной войны. Сыновья: Александр (1946 года рождения), полковник Российской армии; Владимир (1947—2017), художник-дизайнер. Внуки: Онусайтис Лариса Александровна (1974 года рождения), архитектор; Онусайтис Алексей Александрович (1982 года рождения), в 2003 году окончил Московский университет МВД России, после чего служил в системе Московского уголовного розыска, Онусайтите Инга Владимировна, 1989 года рождения, Онусайтис Анастасия Владимировна, 1984 года рождения.